# Piercia distinctata
Piercia distinctata là một loài bướm đêm trong họ Geometridae.